# واودرینقم
واودرینقم (به فرانسوی: Vaudringhem) یک کمون در فرانسه است که در پا-دو-کاله واقع شده‌است.

## خصوصیات
واودرینقم ۷٫۶۱ کیلومترمربع مساحت و ۴۴۷ نفر جمعیت دارد و ۱۵۰ متر بالاتر از سطح دریا واقع شده‌است.